# キングクルール
キングクルール（King K. Rool）は、レアが開発した架空のキャラクターであり、任天堂が発売元となる『スーパードンキーコング』シリーズを中心に登場する。開発元であったレア社が2002年にマイクロソフトへ吸収された後も、キャラクター版権自体は任天堂が引き続き保持している。

## 概要
王冠と赤いマントを身につけた二足歩行をする大柄なワニで、血走った大きな左目が特徴（この特徴はキャプテンクルール、バロンクルールも同様）。巨体で緑色の体に金色の腹をしており、ワニだが大きなヘソのようなものをもつ。説明書や話の序盤から名前や姿を見せることが多い。
英語では King K. Rool と表記される。よって、「キング・ク・ルール」と区切るのが正しいのだが、日本では特に意識されておらず、正しく呼ばれたのは『ドンキーコング64』内での1回（ボクシングでの対戦者紹介時）に留まっている。また、「K.Rool」という区切り方の為、英語では「キング・ケイ（ケー）・ルール」と発音されることが多く、『大乱闘スマッシュブラザーズ SPECIAL』の英語版などでは実際にこの読み方によるゲーム内アナウンスとなっている。
キャラクターデザインは『スーパードンキーコング』シリーズのデザイナーを務めたグレッグ・メイルズが行った。開発初期にはコマンダークルール（KOMMANDER K.ROOL）やクラッド（KRUDD）という名前だった。
一人称はゲーム版およびアニメ版では基本的に「俺様」だが、ゲーム版では作品によっては「儂」や「我輩」と言うときもあった。語尾は主に「〜じゃ」と付けることがある。常に笑みを浮かべており、『64』以降はよく高笑いをするようになった。
肩書や体の大きさは作品によって異なる。肩書は『64』では“クレムリンの王”、『ぶらぶらドンキー』と『ジャングルクライマー』では“ボス”、『たるジェットレース』と『大乱闘スマッシュブラザーズ SPECIAL』では“総帥”と紹介されていた。体の大きさは『スーパードンキーコング』や『ぶらぶらドンキー』のようなドンキーの2倍程の大きさの時もあれば、『64』のようにさらに数倍に巨大化した時もある。ただし『64』の隠しエンディングではドンキーと同じ大きさになっており、同じく『スーパードンキーコングGB』や『ドンキーコンガ』、『たるジェットレース』でもドンキーより少し大きい程度の背丈である。マリオシリーズのクッパのように、作品によって大きく変化する。
目的は主に何かを盗む事であり、そのほとんどがバナナに関係している。作品によっては何かしらの目的を達成させるために必要な物を奪取したり、コング達を捕えることもある。『64』ではDKアイランドの破壊を、『ジャングルクライマー』では世界征服を実行しようとしていた。彼の率いるクレムリン軍団は高い技術力を有しており、部下共々機械の扱いに長けている。その技術力は、作品によっては宇宙や異次元にまで及ぶ。拠点は主に海賊船や戦艦が登場している。
レア社の開発したゲームではクルールにワニらしく尻尾がある（普段マントや衣装に隠れているが走る時などに尻尾が見える。『ドンキーコング64』では多くのシーンで見えている）のだが、アニメ版では尻尾が無い（このアニメでは、クルールのマント、ディディーの尻尾、ディクシーやキャンディーの髪なども短くなっており、3Dの動きをつける作業量の関係での変更のように思われる）。後年のパオンやバンダイナムコなどの開発したゲームに登場する際にも尻尾が無く、その他にも王冠の大きさや目の充血具合などが統一され、以降の作品ではそれが基本的な姿として登場するようになっている。

## 歴史

### ドンキーコングシリーズ
スーパードンキーコング（1994年）
本作でラストボスとして初登場。2代目ドンキーコングおよびコングファミリーの敵役として、バナナ泥棒軍団クレムリンを率いてバナナを盗み、ディディーコングを幽閉するといった悪事を働いた。
ブーメランのように戻ってくる王冠を投げつけたり、高く跳んだり、地響きを起こして鉄球を落とすといった戦法を取る。一定のダメージを与えると死んだフリをし、偽のスタッフロールを流す。このスタッフロールのテロップでは、スタッフ紹介を意味する「CREDITS」の表記が「KREDITS」となっているほか、「C」で始まる役職の全てが「K」に改竄、スタッフもクレムリン軍団の名前が当てられ（例：KOMMANDER（監修）…KING K.ROOL）、終わりの表示も「THE END?」になっている。この偽スタッフロールは20秒ほどで終わり、終わった瞬間に起き上がり、ジャンプしながら突進してくる。GBAリメイク版ではセリフがあり、ジャンプ力は衰えている。
スーパードンキーコングGB（1995年）
SFC版と同じくラストボスとして登場。ドンキーとディディーの度胸を試すためにバナナ泥棒を再び決行し、コース内に新たな仕掛けや罠も用意したが、これは全て「モノクロでスペックの低いゲームボーイを媒体にした冒険でユーザーを楽しませることができるのか」という挑戦状をドンキーたちに叩きつけたいクランキーコングによる提案であった。最終面のコースが飛行船になっており、新たな攻撃パターンが追加されているなどSFC版との違いが多い。戦闘時のBGMは他のボスと同様のものだが、SFCのラストバトルで流れたBGMは、アレンジされたものが海賊船関連のステージで流れる。
スーパードンキーコング2（1995年）
ラストボス「キャプテンクルール」として登場。ドンキーコングを誘拐し、バナナとの引き換えを要求してきた。
前作のキングクルール同様に死んだフリもするが、スタッフクレジットなどは使わない。1度目の戦いの場となるデビルクルールは空中戦艦であるが、これ自体を戦闘に使ったことは無く、戦いの末に捕らえていたドンキーによって戦艦から吹き飛ばされて島の頂上から落下、サメに襲われて行方不明となる（SFC版のみ、ドンキーコングランドやGBA版では現れない）。さらにゲームを進め条件を満たすと、ロストワールドの中心にて生き延びた姿を目撃することになり、再戦するも再び敗北。ラッパ銃の暴発でロストワールド中心部のエネルギー炉に落ち、その影響でエネルギー炉が不安定となった結果、島は沈むことになる。それでも生き延びてはいるようで、高笑いをあげながら海賊船に乗り去っていった。
前述のデビルクルールの他、海賊船「バッドクルール」も所有しており、クレムリン島の山の頂上に構えた砦「クロコブルグ」を拠点としている。GBA版では台詞が追加されている。
また、直接の登場は無いものの、海賊船「バッドクルール」の船内に「キングクルール」の絵が飾ってある。GBA版も同様。
スーパードンキーコング3（1996年）
ラストボス「バロンクルール」として登場。前二作のクルールとは異なり、最初はその存在を明かしておらず、表向きのボスとして、自ら製作した戦闘ロボット「カオス」を代理に据えている。ドンキーとディディーを連れ去り、「カオスの隠れ家」と呼ばれる城に潜伏していたが、カオスが2度の戦いに敗れて完全に機能停止したことを確認すると遂にその姿をあらわす。部屋に電極をはじめとする無数の仕掛けを施しており、手持ちのリモコンで自由に発動させることができる。背中の発動機に衝撃が加わると一時的に機能が停止してしまうことをコングたちに突かれ、仕掛けによる自滅や発動機の暴走によって戦闘不能となる。
その後は島中央の湖地下に隠された島「クレマトア島」へ逃げ延び、島の地底湖の奥深くに設置した潜水艦に潜伏していたが、コングたちにクレマトア島の各コースで手に入るギアを使用されたことで、海底の温度が異常に上昇し、潜水艦は潜行不能となり水上に現れたところをコングたちに侵入される。再戦では同じく仕掛けを巧みに使うも戦いの末に敗れ、潜水艦の舵に巻き込まれて戦闘不能となった。
ドンキーとディディーを誘拐したことにとどまらず、物語が始まった時点で、すでに舞台であるクレミス島にいる女王「バナナクイーン」を封印し、封印を解く力のある15羽の子供「バナナバード」の多くを洞穴の水晶に封印する。しかしコングたちによってこの封印が解かれると、バナナクイーンに自ら出動され、2度の戦いで敗れながらもファンキーからホバークラフトを盗んで逃げようとしたところを巨大な卵の殻に閉じ込められ、活動不能に追い込まれた。
ドンキーコング64（1999年）
新兵器・ブラストマティック砲を移動要塞に搭載し、DKアイランドを消滅させようと目論んだものの、部下の操縦ミスで要塞が島に衝突し、衝撃でブラストマティックが故障。修理の時間稼ぎとしてゴールデンバナナを盗み、ディディーコングら4匹のコングを誘拐する。また、計画に反対した弟のクランジーを巨大なオリに幽閉している。
間の抜けた言動や、自分の姿をベニヤ板で表現した「キング・カットアウト」というボスを作るなど前3作での滑稽な面が残っている一方で、「俺様は『しっぱい』が嫌いだ」、「しぬ前にリクエストは?」などと大ボスらしい凄みを見せており、計画のリーダーだったイタチのスナイドを信頼せずに解雇したり、逃げ帰ってきたボスに激怒したり、逃げ出した部下を無言のままに処刑するなど、冷酷な面も際立つ。また、この作品から高笑いをすることが多くなっている。
結局、差し向けたボスキャラなどをコング達に悉く撃破されブラストマティックも機能停止する。最後の勝負の際には、脱出用の小型飛行機の中に豪勢なリングを展開し、ボクシングスタイルで勝負を仕掛けてくる。アッパーや衝撃波、グローブをブーメランのようにとばして攻撃してくる他、自分の姿を消すなどの特殊な力も行使する。最後は5人ともにダウンを奪われた挙句、ファンキーコングの武器によって吹っ飛ばされ、幽閉していたクランジーに痛めつけられるという目を見ることになった。ゲームオーバーのデモではブラストマティックを発動するシーンも見られるほか、タイニーコングとの戦いではヒップドロップをやり過ぎると腰を痛めるシーンも見られるようになった（それと同時に「ミクロコング」も出現する）。
また、直接の登場は無いものの、「ガリオンとうだい」の沈没船内や「クリスタルどうくつ」の小屋内、ゾゾゾ～キャッスルの室内に「キャプテンクルール」の絵が飾ってある。
ドンキーコングGB ディンキーコング&ディクシーコング（2000年）
ラストボス「バロンクルール」として登場。ブリキの渓谷・ロストワールドのボス。本作では「クルール」と表記されている。『スーパードンキーコング3』ではコース内の仕掛けで登場していた電流を、本作では彼本人が放つ。2回目の戦いでは爆弾も投げてくる。
ドンキーコング2001（2001年）
同作は『スーパードンキーコング』の移植作であり、戦い方も基本的に同じである。ミニゲームの「ガリオンガンマン」では船の大砲を撃ってくる。SFC版で乗っていた海賊船と同じものであり、この船で攻撃するのは今作が初めてである。BGMは「スーパードンキーコングGB」の海賊船関連のステージで流れたものが流用されている。
ドンキーコンガ（2003年）
モグラ叩き形式のミニゲーム「沈め! クルール」にてモグラ役で登場しており、穴から腕組みをしながら出てくる。BGMはハンガリー舞曲が流れる。他、オープニングではタルコンガを初めて見たディディーにクルールの罠だと警戒されたり、フリーセッションではノリノリで踊っている。
ぶらぶらドンキー（2005年）
ドンキーたちがジャングルの祭典「ジャングルピック」を開催しようとしていた所に空飛ぶメカに乗って現れ、ウィナーメダルを奪い去る。ただし運搬途中で大半を落としてしまっており、最終的には手元に3枚しか残らなかった。また、「キングクルーザーIII」という巨大な飛行艇も作っていたが、船内にトラップを作っているのみで、直接これを使って攻撃することは無かった。今作から高笑いする際には腰に手をあてるようになった。
勝負は2回行われ、2回目の勝負はライフ制で、武器等は使わずにドンキーと同様の攻撃方法をとる。また、撃破後はジャングルピック内で使える様になり、クルールのプレイアブル化は元々2002年の『ディディーコングパイロット』が初めてだが開発中止され、実質的に同作が初めてとなる。
ドンキーコング たるジェットレース（2007年）
クレムリンの精鋭たちと共にプレイヤーキャラクターとして登場。通常の腰に装着するタイプのたるジェットではなく、特製の中心部をくり抜いた形の、飛行機のように乗り込む大型たるジェットに乗り込む。叩く際はタルの側面を叩き、アタックは爪による攻撃を繰り出す。キングクルールがアニマルフレンドに乗るのは今作が初めてとなる。この作品から3Dで描かれた場合の基本的なデザインが統一されている。
ドンキーコング ジャングルクライマー（2007年）
バナナ星人からスーパーパワーを秘めた「クリスタルバナナ」を奪い、このパワーを利用して世界を我が物にしようと企む（最終的に宇宙征服をも企んだ）。ワープ装置や宇宙戦艦「キングクルーザーIV」を使い、各地でドンキーたちと対峙する。ボス戦では部下のクリッターにクリスタルバナナを与えてパワーアップさせる他、大型ロボット「メガンプ」などの兵器を繰り出してドンキーらを迎え撃った。最終ステージのバナナ星ではラスボスとして登場し、トッテを高速で動き回りながら体当たり攻撃やトゲ鉄球ばらまき攻撃を仕掛けてくる。一度倒すと自らクリスタルバナナを吸収して巨大化し、第二ラウンドとなる。炎を吐いたり、隕石や暴風を呼び起こす技を繰り出してくるなど、シリーズで初めて自然環境を操る能力を身につけた。
なお、彼らが「クリスタルバナナ」を奪ったのは「キングクルーザーIV」の完成前であり、どのような手段で強奪したのかは明らかにされていない。
ドンキーコング バナンザ（2025年）
ドンキーコングシリーズ18年ぶりの登場。本作のラストボス。ストーリー終盤で訪れる「立入禁止の階層」に封印されており、ヴォイドコングとの戦いの最中にドンキーを助けようとしたポリーンの歌声で封印が解け復活した。封印が解かれた後はバナルートの力で世界を自分好みの腐りかけのドロドロバナナに変えようと企む。作中ではその昔、バナルートを求めてクレムリン軍団を率いて訪れたが、悪しきものを封じる力を持つバナルートに封印されたと語られており、この設定は長年ドンキーコングシリーズで出番がなかったことに対するメタ的要素も含まれている。合計3回戦闘することになり、キャプテンクルール時に使用したラッパ銃を用いた攻撃や1戦目後には『スーパードンキーコング』でも流した偽スタッフロールを使用する等『スーパードンキーコング』シリーズや『ドンキーコング64』で使われた演出が多い。3戦目ではバナルートの力を使って「キング"ロットン"クルール」に変化する。

### その他の作品
大乱闘スマッシュブラザーズシリーズ
大乱闘スマッシュブラザーズDX（2001年）
直接の登場は無いものの、フィギュアが存在する。フィギュア説明文は桜井政博が担当。その説明文の中では大食漢と表記されている。
大乱闘スマッシュブラザーズX（2008年）
フィギュア名鑑とシールの出演。フィギュア名鑑の説明文では、特技は「死んだフリ」と書かれている。なお同文内のキャプテンクルールとの関係が書かれた部分については後述参照。
リンクリーコングのフィギュア説明では、キングクルールがリンクリーの学校の生徒であったと書かれている。
大乱闘スマッシュブラザーズ for Nintendo 3DS / Wii U（2014年）
フィギュアが存在する。また、ダウンロードコンテンツにてMii専用のコスチュームに彼の姿（モデルは『スーパードンキーコング』版）を模したものが登場。
大乱闘スマッシュブラザーズ SPECIAL（2018年）
プレイヤーキャラクターとして登場。『スーパーマリオスタジアム ファミリーベースボール』以来、10年ぶりに登場した。『ドンキーコングシリーズ』からはドンキー、ディディーに次ぐ3人目の『スマブラ』シリーズへの進出を果たした。
使用する技は『スーパードンキーコング』や『64』を意識したもののほか、後述のキャプテンクルール、バロンクルール由来のものも含まれている。大技「最後の切りふだ」では突進で相手を跳ね飛ばして拘束した後、『64』のブラストマティック砲の砲撃で相手をDKアイランド諸共破壊する。
参戦ムービー「ライバルたち」では『星のカービィ』シリーズのデデデが彼に変装して登場し、ドンキーとディディーを唖然させるシーンがある（この後、本人がデデデを吹っ飛ばして現れ、彼らはさらに驚いた）。
スーパーマリオスタジアム ファミリーベースボール（2008年）
隠しキャラではあるがマリオシリーズ初進出を果たした。走ることを重視したためか、おなじみのマントは着用せず、軽装で参加。宝石付きの杖をバット代わりに使う。チャレンジモードではクリッターを率いDKジャングル球場を占拠していたが、打倒クッパのため仲間を集めているマリオやドンキーたちと勝負するも敗北。パワーは全キャラクター中1,2位を争う実力だが、スピードは全キャラクター中最も遅い。野球の試合中のみという条件はあるものの、初めてドンキーたちに協力することに。マリオシリーズのラストボスであるクッパとは仲が悪い模様。『ルイージマンション』での登場キャラ・キングテレサとは相性が良い設定になっている。

## 派生型のクルール

### キャプテンクルール
海賊の格好をしたクルール。後述のように『スーパードンキーコング』シリーズ開発のレア社の設定ではキングクルール・バロンクルールと同一人物として扱われているのだが、ソラが開発した『大乱闘スマッシュブラザーズX』のフィギュア紹介のみにて「キングクルールの兄」と紹介されている。
自らの部下にも同じ様な格好をさせている。英語では 「Kaptain K. Rool」 と「C」が「K」に改竄されて表記される。大きなラッパ型の銃を所持しており、それを使い、コング達を攻撃する（後に『ドンキーコング トロピカルフリーズ』では、似たような特徴を持つロード・フレドリックやホーンペンゴーが登場している）。『スーパードンキーコング2』のリンクリーの学校にてリンクリーから、キャプテンクルールやクレムリン軍団が、ごく最近に生徒として授業を受けたような発言が聞ける。またその際、「クルールちゃん」と呼ばれている。

### バロンクルール
白衣を着用した科学者のようなクルール。英語版ではBaron K. Roolenstein（バロン・ク・ルーレンシュタイン）という、フランケンシュタイン男爵のような名であり、他の姿のクルールと体型は同じだが、フランケンシュタインの怪物のように頭部が縦長である点・髪の毛が生えている点などが異なる（ただし映画がモチーフであろうことや、頭につけた額帯鏡より下は他のクルールと変わらないので、額帯鏡から上が作り物のカツラの可能性がある）。
背中にプロペラ式の発動機を背負っており、それを使い空中を飛び回ることができる。『スーパードンキーコング3』および系列の作品のみ登場。

### キング"ロットン"クルール
バナルートの力で腐敗したクルール。両目が見開き、ドロドロとなった身体の節々に罅が入っているなど、ゾンビの様な顔つきが特徴。キャプテンクルールのラッパ型の銃を用いて、触れると大ダメージを受けるドロドロバナナをフィールド上に敷き詰めてくる。『ドンキーコング バナンザ』の最終ボスとして登場。

## 本人や家族の設定
『スーパードンキーコング3』においてバロンクルールが、カオスの材料が自宅にあった「カミさん」の調理用具などであり、それが壊されたことで「カミさんにおこられちまう（英語版では“my wife's going to kill me”）」という発言をする。ただし妻らしき人物はゲーム中に登場しない（日本の漫画版の『ウホウホドンキーくん』では登場しており、ディクシー達をパンチ一発でコング島へ飛ばすなどの恐妻家だった）。
この発言に関しては、1999年にレア社の旧公式サイト（『スーパードンキーコング』シリーズのストーリー制作にも関わったリー・ラブデーがサイト制作や質問に対する回答も担当した）にて、「“my wife's going to kill me”はリーヴス＆モーティマーによるイギリスのコメディである」、「クルールに妻がいるのか（制作者である）我々も知らない」という回答をしており、これがイギリスのコメディ番組「The Smell of Reeves and Mortimer」にもとづいたジョークであることを明かしている。
『ドンキーコング64』に登場するクランジー（K. Lumsy）は、日本版ではキングクルールの弟と明言されているが、一方で日本国外版ではクレムリン団員のひとりとして扱われており、クルールとの血縁関係を示すような説明は特にされていない。
『大乱闘スマッシュブラザーズX』のフィギュア名鑑のキングクルールの説明文に限り「キャプテンクルールは彼の兄」と表記されているが、『スーパードンキーコング』シリーズ本編にそういった描写は一切無く、それよりも前に発売されたGBA版『スーパードンキーコング2』のオープニングでは日本版・英語版ともにキャプテンクルールはキングクルールと同一人物のように語られている。
上記のレア社の旧公式サイトにおいても、ほとんどの場合で（上記の妻がいるのかという回答のようなときでも）キングクルール・キャプテンクルール・バロンクルールを区別せず「K. Rool（三人称単数として）」と呼んでいたり、ギャラリーページで、キングクルール・キャプテンクルール・バロンクルールの公式画像を一枚にまとめた画像を、「The Many Faces of K. Rool」（クルールの持つ多くの顔）というタイトルで展示しているなど、キングクルール・キャプテンクルール・バロンクルールを同一人物として扱っている。
『スーパードンキーコング』のゲームデザインを担当したグレッグ・メイレスは、Twitter上で寄せられたファンからの質問に対して、キングクルールとキャプテンクルールが兄弟であるという説を否定し、バロンクルールも含め全て同じワニであると答えている。
また、英語版『ドンキーコング64』の取扱説明書では、キャラクター紹介のページでクランキーコングがキングクルールについて、「While K. Rool may have ditched his ridiculous disguises, his intentions are as evil as ever.（クルールが馬鹿馬鹿しい変装をやめたのかもしれないが、相変わらず悪だくみをしている）」と語っている。

## 担当声優
- ケヴィン・ベイリス（開発スタッフ） - ゲーム『スーパードンキーコング』
- 土屋トシヒデ - ゲーム『ドンキーコング たるジェットレース』から『スーパーマリオスタジアム ファミリーベースボール』まで
- 最上嗣生 - ゲーム『ドンキーコング バナンザ』
- 小杉十郎太 - アニメ版

## 反響
キングクルールは「ニンテンドーパワーアワード '95」にて最優秀悪役賞（ "Worst Villain" ）を受賞した。
また、海外サイト・COMPLEXが2011年に実施した「もっとも手強いゲームのボスTOP50」では『64』登場時のキングクルールが27位にランクインした。